# The Dressmaker
The Dressmaker é um filme de comédia dramática australiano de 2015 dirigido por Jocelyn Moorhouse e escrito por P. J. Hogan, baseado no romance homônimo de Rosalie Ham. Estreou no Festival Internacional de Cinema de Toronto em 14 de setembro de 2015 e é protagonizado por Kate Winslet.

## Elenco
- Kate Winslet - Myrtle "Tilly" Dunnage
  - Darcey Wilson - Myrtle (jovem)
- Judy Davis - Molly Dunnage
  - Lucy Moir - Molly (jovem)
- Liam Hemsworth - Teddy McSwiney
- Hugo Weaving - Horatio Farrat
- Sarah Snook - Gertrude "Trudy" Pratt
  - Olivia Sprague - Gertrude (jovem)
- Sacha Horler - Una Pleasance
- Caroline Goodall - Elsbeth Beaumont
- James Mackay - William Beaumont
- Rebecca Gibney - Muriel Pratt
- Shane Bourne - Evan Pettyman
- Alison Whyte - Marigold Pettyman
- Barry Otto - Percival Almanac
- Julia Blake - Irma Almanac
- Kerry Fox - Beulah Harridiene
- Gyton Grantley - Barney McSwiney
  - Alex de Vos - Barney (jovem)
- Genevieve Lemon - Mae McSwiney
- Shane Jacobson - Alvin Pratt
- Tracy Harvey - Lois Pickett